# Aulopiformes

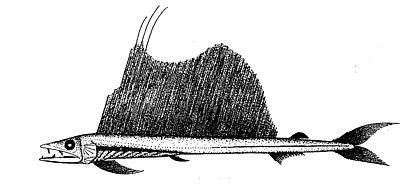
Alepisaurus ferox.

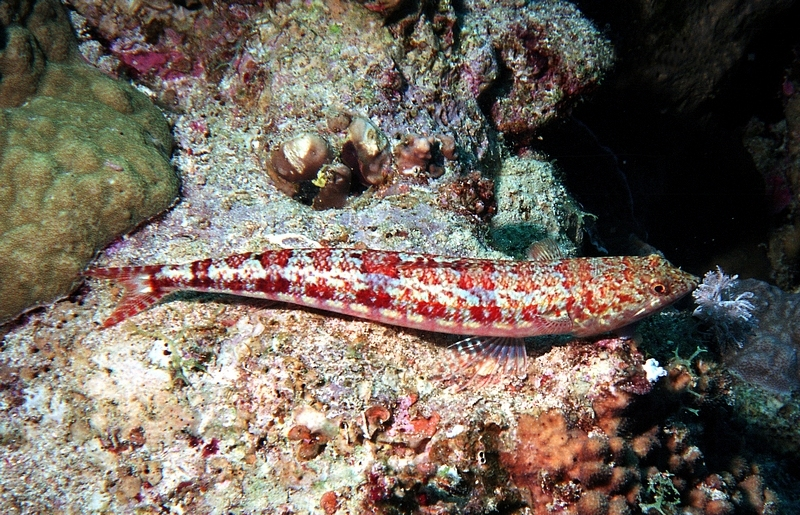
Synodus variegatus.

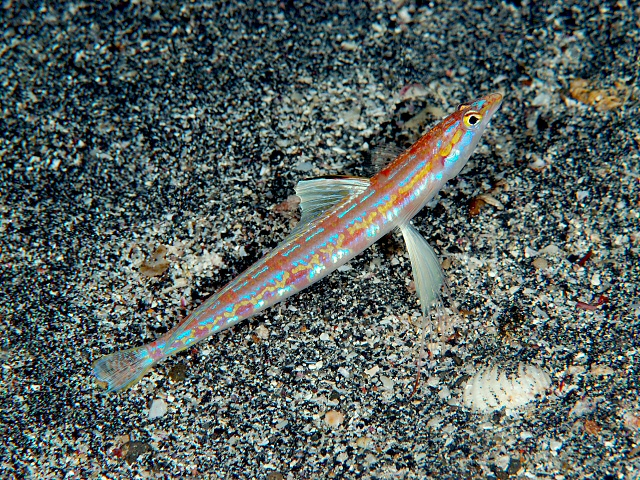
Pseudotrichonotus altivelis.

Los Aulopiformes son un orden de peces marinos teleósteos, el único del superorden Cyclosquamata, muchos de ellos habitantes de aguas profundas.
Su nombre procede del griego aulopias, que significa tubería, por su forma.
La característica por la que se agrupan todos ellos en este orden es la estructura faringobranquial.
Algunas especies son hermafroditas.

## Sistemática
Según la última revisión en 2004 de este orden (ITIS), existen 13 familias actuales agrupadas en 4 subórdenes, además de una familia entera de peces fósiles ya extinguida:
- Suborden Alepisauroidei
  - Alepisauridae - cavalos, lanzones
  - Anotopteridae - anotoptéridos
  - Evermannellidae - evermanélidos
  - Omosudidae - omosúdidos
  - Paralepididae - barracudinas
  - Scopelarchidae - ojos de perla

- Suborden Chlorophthalmoidei
  - Bathysauroididae - batisauróididos
  - Bathysauropsidae - batisaurópsidos
  - Chlorophthalmidae - ojiverdes
  - Ipnopidae - ipnópidos
  - Notosudidae - notosúdidos

- Suborden Giganturoidei
  - Bathysauridae - lanzones de aguas profundas
  - Giganturidae - peces telescopio

- Suborden Synodontoidei
  - Aulopidae - aulópidos
  - Paraulopidae - paraulópidos
  - Pseudotrichonotidae - pseudotriconótidos
  - Synodontidae - chiles

- † Suborden extinguido: Enchodontoidei
  - † Apateopholidae
  - † Cimolichthyidae
  - † Dercetidae
  - † Enchodontidae
  - † Eurypholidae
  - † Halecidae
  - † Ichthyotringidae
  - † Prionolepididae